# Lope (langue)
Pour les articles homonymes, voir AWU et Lope.
Le lope (lo̠213pʰɯ̠21 en lope) ou awu (阿务 en chinois) est une langue lolo (en).